# Rick Grimes
Rick Grimes est le personnage principal de la série de comics The Walking Dead et repris ensuite dans la série télévisée homonyme. Il est interprété par l’acteur britannique Andrew Lincoln.

## Biographie fictive dans la série télévisée

### Saison 1
Rick Grimes est adjoint du shérif du comté de King, non loin d'Atlanta. Alors qu'il participe à une course poursuite avec son meilleur ami et coéquipier Shane Walsh, il est blessé et dans le coma. Il se réveille seul dans un hôpital parsemé de tâches de sang et de traces de balles. Alors qu'il prend un vélo pour fuir, il tombe sur un cadavre à moitié décomposé qui s'anime sous ses yeux. Il se rend chez lui et se fait assommer par un enfant. Morgan, le père de l'enfant, le transporte chez eux, le soigne et le nourrit. Il explique à Rick qu'une partie de la population a été infectée et s'est transformée en mort-vivants, appelés rôdeur. Il apprend aussi que l'on peut être infecté par leur morsure ou griffure.
Après avoir récupéré des armes, il part pour Atlanta mais trouve la ville envahie de rôdeurs. Il est sauvé par Glenn Rhee, membre d'un groupe de réfugiés. Il participe ensuite avec Glenn au sauvetage de son groupe coincé dans un magasin. Les ayant tirés d'affaire (en laissant involontairement l'un d'eux, Merle Dixon, menotté en haut de l'immeuble d'Atlanta à cause de son comportement violent), il retrouve sa femme Lori Grimes, son fils Carl Grimes et son ami Shane dans le camp de réfugiés. Il fait la rencontre des autres membres du groupe dont Daryl Dixon, frère de Merle. Rick, Glenn, Daryl et T-Dog décident de repartir pour ramener Merle au campement et récupérer un sac d'armes qu'il a laissé près du tank. Les sauveteurs découvrent, en arrivant, que Merle s'est coupé une main avec une scie et s'est échappé. Ils se confrontent à un autre groupe réfugié dans une maison de retraite qui convoite le sac d'armes et prend Glenn en otage.
Lors de leur retour, le camp est attaqué par des rôdeurs. Rick et le groupe abandonnent le camp et se rendent au CDC (Center for Diseases Control) d'Atlanta où le docteur Edwin Jenner, seul scientifique demeuré dans le centre, accepte de les abriter. Rick et le groupe apprennent que le bâtiment va bientôt exploser. Rick et le groupe se retrouvent bloqués, Jenner ne voulant pas les laisser partir. Celui-ci accepte finalement d'ouvrir les volets métalliques, mais Rick doit faire sauter une vitre blindée à la grenade pour que le groupe sorte du centre juste avant que le CDC n'explose.

### Saison 2
Rick et le groupe rejoignent l'autoroute pour se diriger vers le sud. Après une panne du camping-car, ils décident d'explorer les voitures bloquées sur la voie afin d'y trouver de l'essence et des vivres. Rick aperçoit, à travers le viseur de son fusil, l'arrivée d'une horde de morts-vivants. Il avertit les membres du groupe et les incite à se cacher sous les voitures, pour échapper aux rôdeurs. La jeune Sophia prend peur et s'échappe à travers les bois. Rick part à sa poursuite, mais la perd de vue, après avoir tué les rôdeurs qui la menaçaient. Rick, son fils Carl et Shane vont à sa recherche, mais Carl est touché par des éclats de chevrotine tirés par Otis, alors que ce dernier chassait un cerf. Rick emporte son fils à la ferme des Greene où vit Otis, pour le faire soigner par Hershel le chef de la famille et ancien vétérinaire. Rick étant donneur compatible, il donne son sang afin de transfuser Carl et de le sauver. Il est rejoint par sa femme Lori et le reste du groupe. Tous s'installent près de la ferme, à l'abri des rôdeurs. Peu à peu, Rick confirme son statut de leader au sein de son groupe. Cependant, il est contesté par Shane, ce qui cause des tensions. Tensions aggravées par la découverte de morts-vivants dans la grange, où ils ont été volontairement installés par Hershel qui refuse de les voir comme de simples rôdeurs. Contre la volonté de Rick, Shane et d'autres membres du groupe les abattent, mais ils découvrent que Sophia est devenue l'une d'eux. Rick l'abat d'une balle dans la tête.
En découvrant une boite de pilules abortives dans la tente de Lori, Rick comprend qu'elle attend un enfant, et il apprend son infidélité avec Shane. Celui-ci devenu de plus en plus jaloux des prérogatives de Rick et convoitant Lori, envisage de l'assassiner afin de prendre le contrôle du groupe. Dans une ville voisine de la ferme des Grenne, Rick, Hershel et Glenn tombent sur un groupe hostile, et capturent l'un d'eux, nommé Randall. S'ensuit une réunion du groupe pour juger du sort du prisonnier. Rick est favorable à le bannir loin de la ferme, tandis que Shane veut l'exécuter. L'option de Rick est retenue, et, avec Shane, ils emmènent le prisonnier loin de la ferme, dans un centre désaffecté. Le projet tourne court quand Shane, toujours en conflit avec Rick, l'attaque. Les deux hommes se battent, mais leur combat réveille des rôdeurs qui affluent dans le centre. Finalement le prisonnier est ramené dans la ferme, où son sort est à nouveau discuté. Quand le groupe emménage dans la grange, Rick demande à Andrea de garder Shane à l'œil et d'aider Hershel à veiller au grain. Après ce périple, Rick comprend que Shane veut l'assassiner, comme il l'a fait avec Otis. Alors que Shane le menace avec son arme, Rick s'approche et le poignarde au cœur. Carl surprend Rick au-dessus du corps inerte de Shane et pointe son arme dans sa direction. Alors que Rick pense être la cible et tente de le raisonner, Carl fait feu, visant en réalité la tête de Shane, qui s'était relevé en rôdeur.

### Saison 3
Quelques mois après les événements de la deuxième saison, les survivants arrivent finalement dans un centre pénitentiaire abandonné (le West Georgia Correctional Facility) et nettoient la cour ainsi qu'un bloc de cellules, en tuant tous les rôdeurs qui y traînaient. Mais ils découvrent cinq détenus survivants (Thomas, Axel, Oscar, Big Tiny et Andrew). Thomas et Andrew se révèlent être des tueurs. Rick doit couper la jambe d'Hershel car celui-ci s'est fait mordre par un rôdeur. Une fois fini, il demande aux femmes et à Glenn de le soigner et de s'en occuper tandis que lui, Daryl et T-Dog partent nettoyer un bloc réservé aux détenus. Pendant une attaque de rôdeurs, Big Tiny se fait griffer dans le dos et Thomas le tue alors violemment à coups de marteau dans le crâne. Lors d'une autre attaque, Thomas essaye à deux reprises de tuer Rick (une fois en voulant le décapiter et la seconde en lui lançant un rôdeur). Ayant compris que celui-ci est dangereux et instable, Rick décide de le tuer en lui fendant le crâne avec sa machette. Andrew, qui a vu son comparse se faire éliminer, n'a pas d'autre choix que de fuir avant de déboucher dans une cour infestée de rôdeurs. Rick lui ayant barré la seule issue possible pour se mettre à l'abri, il doit fuir. C'est ce jour-là que Rick perd sa femme, qui décède en donnant naissance à leur fille (ou à celle de Shane). Carl tue sa mère avant qu'elle devienne un zombie. Il appelle sa sœur Judith, en l'honneur de son institutrice. Rick sera très désorienté durant cette saison à la suite du décès de Lori. Il la reverra à plusieurs reprises sous formes d'hallucinations.
Par la suite, il rencontre durant cette saison le gouverneur, chez qui Andrea s'est réfugiée en compagnie de Michonne. Andrea devient la petite amie du Gouverneur, séduite par son charisme. Michonne vient seule à la prison, informer tout le groupe de Rick, que Glenn et Maggie se sont fait enlever par Merle, le frère de Daryl, qui est lui aussi avec le gouverneur. Ce dernier et Rick se livrent une guerre sans merci, qui finit par une proposition : soit livrer Michonne au Gouverneur (car il la hait) et celui-ci ne dérangera plus personne du groupe de Rick, soit protéger Michonne et il détruira tout sur son passage ; hommes, femmes, enfants et la prison. Après avoir réfléchi, il décide de faire semblant de quitter la prison et de le prendre à son propre piège. Les hommes du gouverneur s'enfuient et ce dernier, fou de rage, assassine ses hommes de main et disparaît dans la nature avec ses deux lieutenants, terrorisés par son massacre. Rick ne voulant pas en rester là, décide d'aller dans les quartiers de Woodbury et y trouve Andrea, il et très affecté de cette mort car il n'a pas pu faire plus pour la sauver, Andrea lui demande son arme et il lui donne. Celle-ci met fin à ses jours sous les yeux de Michonne, après que celle-ci se soit fait mordre par Milton. Rick décide alors de prendre tous les survivants de Woodbury sous sa protection et de les mettre à l'abri du Gouverneur en les invitant à venir à la prison. Le groupe de Rick ramène aussi le corps d'Andrea à la prison pour l'y enterrer.

### Saison 4
C'est un héros plus serein que l'on retrouve au début de cette saison : ayant délaissé son colt, Rick se consacre aux travaux de jardinage sous la direction de Hershel. Mais bien vite, il reprend son rôle de combattant face aux diverses menaces qui s'abattent sur la prison, en particulier le nombre sans cesse plus important de rôdeurs autour de celle-ci.
Reprenant son statut de membre important du groupe, il participe aux grandes décisions au sein du « Conseil » du groupe, avec Daryl, Sasha, Hershel et Carol notamment. Lorsque Carol lui confie que c'est elle qui a tué Karen et David, Rick prend à contre-cœur la résolution de la bannir de la prison pour que Tyreese ne la tue pas.
Lors de la fuite de la prison, Rick est sévèrement amoché par le gouverneur mais s'en sort avec son fils Carl. Ils se rapprochent un peu plus et plus tard retrouvent Michonne avec qui ils se dirigent vers le Sanctuaire. Dans le dernier épisode de la saison, Rick retrouve une personnalité plus sombre, surtout lorsqu'il tue les membres du groupe avec qui Daryl faisait sa route. En effet, Rick n'hésite pas à arracher avec les dents la gorge d'un de ses agresseurs et à poignarder à une vingtaine de reprises l'homme qui tentait de violer Carl. Alors qu'il est avec Daryl, il lui confie qu'il le considère comme son frère.
La saison se termine avec Rick ainsi que Daryl, Michonne, Carl, Glenn, Maggie, Tara et les autres retenus en otages dans le sanctuaire. Il est soulagé de les retrouver et il déclare même que leurs ravisseurs vont se sentir vraiment stupide lorsqu'ils comprendront qu'ils s'en sont pris aux mauvaises personnes.

### Saison 5
Nous le retrouvons dans la wagon A. Ils sont en train de construire des armes à base de bout de ceinture et de bois, quand des personnes s'avancent vers le wagon pour les emmener. Ils sont surpris par le toit qui s'ouvre. Les habitants du Terminus lancent une bombe hallucinogène et endormante pour prendre quatre des leurs. Ils les traînent sur le sol jusqu'à la salle d'égorgement. Ils sont ainsi agenouillés au sol face à une mangeoire, quand tout à coup ils voient deux personnes s'avancer vers eux, l'un avec des lames tranchantes, l'autre avec une batte de baseball. Ils s'avancent vers le premier prisonnier : Sam, que Rick avait rencontré dans la saison 4 épisode 4. Il se fait assommer puis égorger. Vient le tour des autres prisonniers. Après quatre égorgements, Gareth arrive et Bob veut s'exprimer. Vient le tour de Rick mais Gareth menace de tuer Bob s'il ne lui dit pas ce qu'il y a dans son sac. Une explosion retentit et lui, Daryl, Glenn et Bob en profitent pour sortir de la salle. Ils doivent se battre pour s'enfuir du Terminus et récupérer le reste du groupe. Alors qu'ils sont tous sortis du Terminus, ils retrouvent Carol. Rick comprend qu'elle les a aidés et la réintègre dans le groupe. Il retrouve Tyreese et sa fille Judith, qu'il croyait morte à la prison.
Dans l'épisode 2, lui et le reste du groupe entendant des hurlements qui appellent à l'aide, ils découvrent tous le père Gabriel. Ils lui viennent donc en aide car ce dernier est entouré de rôdeurs. Ils prennent donc comme refuge temporaire son église. Mais Rick se méfie de Gabriel car il croit qu'il cache un secret. Gabriel leur montre son église dans son entièreté et ils vérifient qu'il n'y a personne. Ils partent ensuite au ravitaillement. Ils vont dans un sous-sol inondé d'eau et envahi de rôdeurs. Ils disposent des étagères pour tuer plus facilement les rôdeurs. Rick aide Gabriel qui s'était éloigné de la zone sécurisée. Le père Gabriel a été effrayé en voyant une dame qu'il connaissait. En revenant du ravitaillement, Carl lui montre les marques d'ongles sur les volets et fenêtres, ce qui pour Rick confirme que Gabriel cache quelque chose. Dans le troisième épisode, s'étant rendu compte que Bob, Daryl et Carol ont disparu, il menace Gabriel. Ce dernier finit par avouer qu'au début de l'épidémie, il a laissé des habitants de sa congrégation mourir à l’extérieur de l'église. Il fait semblant de quitter l’église avec la plupart des membres du groupe pour revenir par derrière. Les membres du terminus entrent dans l'église. Il tire et coupe deux doigts de Gareth. Il le fait s'agenouiller ainsi que les autres membres du groupe. Rick tue Gareth avec sa machette à la poignée rouge, et les autres membres du groupe de Gareth sont tués par Sacha, Michonne et Abraham. Il organise le sauvetage de Carol et Beth à l’hôpital Grady Memorial d'Atlanta avec Noah, Daryl, Tyreese et Sasha. Le plan de Rick est d'attirer des policiers de l'hôpital à l'extérieur pour les capturer et s'en servir comme monnaie d'échange auprès de Dawn. Après des échanges de coups de feu au milieu de rôdeurs à moitié fondus sur l'asphalte, ils parviennent à capturer trois policiers. Mais l'agent Bob Lamson, manipulant Sasha, réussit à l'assommer et en profite pour s'enfuir. Rick le poursuit seul, le percute violemment en voiture puis l'abat froidement avec son Colt Python. Lors de l'échange pour récupérer Beth et Carol, Dawn tue accidentellement Beth. Rick sera bouleversé par la mort de Beth et décide de ne pas rester à Grady. Lui, Glenn, Michonne et Tyreese accompagnent Noah dans son ancien campement à Richmond en Virginia, mais tout le monde est mort. Peu après, Tyreese meurt après avoir été mordu et amputé du bras.
Dans les épisodes suivants, Rick devra faire confiance à un survivant nommé Aaron qui se présente comme un ami, en annonçant qu'il a de bonnes nouvelles et qu'il habite dans une zone appelée « Alexandria Safe Zone » que le groupe de Rick atteindra à la fin de l'épisode 11. Dans la zone Alexandria, il a un entretien avec Deanna Monroe, la chef de la communauté. Plus tard, il décide de se raser. Il est interrompu par Jessie qui lui apporte des affaires et lui propose de lui couper les cheveux, Rick accepte tout en restant méfiant. Lorsque Daryl plaque Nicholas au sol, il court pour raisonner son ami. Peu après, Deanna nomme Rick gardien de la paix d'Alexandria. Pendant la fête organisée par Deanna, il se rapproche de Jessie. Il apprendra par Carol que Pete bat Jessie et il choisit d'aider cette dernière de toutes les manières possibles. Alors que Rick s'entretient avec Jessie, Pete s'invite dans la conversation et se bat avec Rick, avant d’être interrompu par Deanna, mais Rick finit par dégainer son arme et menacer les habitants d'Alexandria ; Michonne, elle aussi agent de police d'Alexandria, l’assomme par derrière. Dans l'épisode final, il découvre le portail d'Alexandria ouvert, et se rend compte que plusieurs rôdeurs sont entrés. Rick décide alors d'en capturer un et de l’amener à son audience organisée par Deanna, mais Pete interrompt encore la discussion, portant le katana de Michonne. Il égorge Reg Monroe, le mari de Deanna, devant tout le monde. Sur ordre de cette dernière, Rick abat Pete. C'est à ce moment-là que Daryl et Aaron réapparaissent, en compagnie de Morgan Jones, surpris de voir Rick ainsi.

### Saison 6
Après avoir tué Pete, Rick prend de ce fait le pouvoir à Alexandria bien que Deanna reste la chef du groupe. Il met Morgan sous observation tout en le prévenant qu'il ne peut pas prendre le risque de l'intégrer. En allant enterrer Pete hors des murs avec Morgan, ils découvrent tous les deux une carrière gorgée d'innombrables zombies piégés aux sorties par des camions. Ron, le fils de Pete, les observe et est bientôt repéré par Rick. Ils reviennent tous à Alexandria pour élaborer un plan de neutralisation des zombies, qu'ils considèrent bien trop proches de leur camp.
Rick organise une réunion de préparation où Carter est dubitatif, mais fait partie des volontaires pour construire un couloir d'évacuation des zombies, tout comme Glenn, Nicholas, Heath, Abraham et Sasha. Seul Gabriel est débouté de sa demande à participer. Eugene, entendant que Carter compte tuer Rick, est lui-même découvert et est sauvé par Rick, Daryl et Glenn.
Pendant la construction, des zombies attaquent Carter et d'autres habitants d'Alexandria. Ces derniers sont tétanisés et Rick n'intervient pas. Heureusement, Morgan tue rapidement les zombies à la dernière minute.
Le groupe va ensuite répéter les actions à entreprendre à la carrière mais un des camions bloquant l'accès tombe de la falaise sous la poussée de la horde de zombies, accélérant le plan de Rick. Ils ont bientôt affaire à un flux constant de zombies en putréfaction sur des kilomètres, et essayent de les diriger avec les constructions réalisées, des fusées de détresse, une voiture conduite par Sasha et Abraham, et la moto de Daryl.
Le flux est finalement contrôlé et Carter exprime des excuses envers Rick, juste avant de se faire mordre à la gorge par un zombie. Rick est obligé de le faire taire en le poignardant, Morgan et Michonne sont navrés de ce geste.
Finalement un klaxon provenant d'Alexandria résonne, le flux de zombies est alors dévié vers lui et le plan de Rick est compromis.
Rick part seul avec le camping-car au lieu de rendez-vous donné par Glenn. Il tente de le joindre mais celui-ci ne répond pas au talkie-walkie. Ce dernier vient en effet d'être enseveli par une masse de rôdeurs alors qu’il tentait de faire une diversion avec Nicholas, qui s'est suicidé. Le camping-car est victime d'une attaque des "W", mais Rick s'en sort. Malheureusement, le camping ne démarre plus et la meute de rôdeur arrive de toutes parts. Finalement, Rick atteint Alexandria en courant depuis le camping-car. Il est très optimiste quant à la survie de Daryl, Sasha, Abraham, Glenn et Nicholas. À la fin de l'épisode 5, il finit par embrasser Jessie dans son garage. Par la suite, il se rapproche de Tobin qui l'aide à consolider le mur d'Alexandria. Plus tard, il voit Spencer en danger, voulant rejoindre l'église d'Alexandria avec un harpon pour tenter d'éloigner les morts avec une voiture. Il se dépêche de tirer sur la corde pour sauver ce dernier, puis crie à Tara qu'elle avait déjà pris assez de risques pour ces gens. Alors qu'il parle avec Deanna, ils aperçoivent des ballons vert voler dans le ciel. Ils comprennent instantanément que Glenn est tout près, ce que confirme Maggie en les rejoignant. Au même moment, l'église fragilisée chute sur le mur, ne laissant plus aucune séparation entre humains et rôdeurs. Ces derniers entrent dans Alexandria. Rick va porter Deanna blessée chez Jessie. Il ne peut que constater que Deanna a été mordue par un rôdeur. Quand la maison est envahie par les rôdeurs, il échafaude un plan pour rejoindre l'armurerie. Lui, Michonne, Carl, Jessie, Ron, Sam et Gabriel tentent une sortie couverts d'organes et de sang de rôdeurs comme camouflage. Rick laisse Gabriel emmener Judith à l'église et le groupe continue sa route, mais Sam panique et est dévoré par les rôdeurs, ce qui entraine la mort de Jessie, alors sous le choc et impuissante face à la mort de son jeune fils. Après que Carl est laissé tombé son arme, Ron, enragé, la récupère et menace Rick de le tuer. Il est finalement sauvé par Michonne qui tue Ron, par contre une balle de l’arme atteint tout de même l’œil de Carl qui perd connaissance. Après avoir emmené Carl à l'infirmerie, Rick décide d'aller affronter seul les zombies alertés par le coup de feu, avant d'être rejoint par les membres de son groupe ainsi que par les habitants d'Alexandria. Tous ensemble, ils parviennent à repousser la menace, au terme d'une longue nuit de combat.
Quelque temps plus tard, Daryl et Rick font la connaissance de Jésus, qu'ils ramènent ensuite inconscient à Alexandria. Rick commence à entretenir une relation amoureuse avec Michonne. Jésus, qui s'est libéré de sa prison, les interrompt dans leur sommeil. Ce dernier, d'abord pris pour un voleur, est en fait un recruteur d'une communauté comparable à Alexandria mais ayant des vivres à troquer. Rick, Daryl, Michonne, Abraham, Glenn et Maggie l'accompagnent à la Colline. Gregory, le leader, prend de haut Rick, qui demande alors à Maggie de gérer les négociations. Elle échoue, mais Grégory est poignardé par un de ses compagnons, que Rick tue. Les membres de la Colline sont choqués mais Jésus les rassurent et Maggie obtient les vivres en échange de la destruction du groupe de Negan (les sauveurs) qui a commandité l'agression de Gregory.
De retour à Alexandria, Rick réunit tout le monde et leur demande leur adhésion à son plan d'attaque. À l'unanimité sauf Morgan, le plan est adopté. À l'aube de la nuit suivante, Rick et ses compagnons donnent l'assaut au camp des sauveurs et tous ses occupants sont exterminés. Hélas, un sauveur s'échappe avec la moto de Daryl. Sasha l'arrête mais une voix dans sa radio prévient qu'elle détient en otage Maggie et Carol. Rick organise un échange d'otage. Mais quand le groupe retrouve Carol et Maggie, elles se sont déjà débarrassées de leurs geôliers. Rick demande alors à Primo, le sauveur en otage, où est Negan mais Primo réplique qu'il est Negan. Rick l'abat d'une balle dans la tête devant Carol exténuée par les meurtres.
Quelques jours après, Rick remarque la construction de Morgan à Alexandria : une cellule de prison. Rick laisse faire Morgan tout en pensant ne jamais en avoir besoin.
Quand Tobin apprend à Rick la disparition de Carol, Morgan et Rick partent à sa poursuite. La piste les mène vers une ferme qui a subi une attaque récente, Rick tente d'abattre un homme qui s'enfuit mais Morgan l'en empêche. Morgan apprend à Rick qu'il a gardé en vie un Wolf à Alexandria. Les deux se séparent : Morgan piste Carol et Rick rentre à Alexandria.
À Alexandria, Rick, Eugene, Abraham, Carl, Sasha et Aaron décident d'amener Maggie, affaiblie et malade, voir un docteur à la Colline. Ils tombent finalement dans un énorme guet-apens et sont encerclés par le groupe des Sauveurs au complet, qui les désarment et les mettent ensuite tous à genoux, Maggie y compris. Dwight fait venir Daryl, blessé par Dwight, Michonne, Glenn et Rosita et les met eux aussi à genoux. Le groupe étant complet, le chef des Sauveurs se présente comme Negan. Armé d'une batte de baseball entourée de fils barbelés qu'il appelle Lucille, Negan commence par menacer tous les membres du groupe un par un, désignant chacun d'entre eux, en étant indifférent aux souffrances de Daryl et de Maggie. Il explique ensuite à un Rick terrorisé que beaucoup de Sauveurs sont morts par la faute de son groupe et qu'il est temps de prendre une petite revanche. Negan lui déclare qu'en punition, il doit mettre à mort un des membres de leur groupe avec sa batte et explique que cela servira d'exemple et de leçon. Il se place devant la personne condamnée et bat à mort un membre du groupe.

### Saison 7
Quelques secondes après la mise à mort d'un ou de plusieurs membres du groupe, Rick fait alors face à Negan et le menace de mort. En représailles, ce dernier s'empare de Rick et l'entraîne dans sa caravane. Il lui inflige de nombreuses tortures psychologiques durant le reste de la nuit. Il le livre en pâture à un groupe de rôdeurs. Réfugié sur le toit, Rick se remémore les horribles événements de la nuit à travers plusieurs flashbacks : ce qui s'ensuit à la fin du « Am Stram Gram » de Negan, lorsqu'il désigne Abraham comme première victime. Et en représailles de l'insubordination de Daryl, fracassant ensuite le crâne de Glenn devant le reste du groupe.
Au petit matin, de retour sur les lieux du massacre, Negan ordonne à Rick de trancher le bras gauche de Carl avec une hache, tandis que les Sauveurs tiennent en joue le reste des survivants. Rick hurle de douleur à l'idée de commettre un tel acte mais Carl lui demande de le faire. Effondré, Rick s’exécute. Mais au dernier moment, Negan se ravise et empêche Rick de trancher le bras de son fils, estimant que la « leçon » a été suffisante, ravi de constater qu'il a réussi à le briser et à l'asservir. Negan annonce qu'il débarquera à Alexandria d'ici une semaine avec une offre à proposer avant de s'en aller avec le reste de ses sbires. Daryl, lui, est retenu en otage par les Sauveurs alors que le reste du groupe, amputé de trois de leurs membres, reste sur place. Alors qu'ils reprennent la route vers Alexandria avec la caravane, Rick se voit dans un banquet entouré de Glenn portant son enfant avec Maggie et Abraham toujours vivants, Sasha, enceinte de ce dernier.
Peu après, Rick reçoit la visite de Negan dans la cité d'Alexandria, en avance sur ce qu'il avait annoncé. Rick est totalement soumis aux Sauveurs et à Negan. Il les laisse fouiller les maisons des habitants et prendre ce qu'ils veulent, malgré des protestations et des tentatives de résistance, dont celle de son fils Carl. Negan le questionnant au sujet de Maggie, Rick lui répond qu'elle n'a pas survécu à la mort de Glenn, et lui montre sa tombe. Convoitant les armes d'Alexandria, Negan fait saisir la presque totalité de l'arsenal inventorié, et constate que deux pistolets sont manquants. Negan menace de tuer Olivia, la responsable de l'inventaire, si les armes ne sont pas restituées. Après avoir réuni les habitants dans l'église, Rick annonce qu'il ne dirige plus la cité et que Negan est devenu le chef d'Alexandria. Il tente de savoir auprès d'eux qui a caché les armes manquantes. Devant l'ignorance du groupe, Rick part à la recherche des armes, et les retrouve chez Spencer dans une cache. Il les apporte à Negan, qui, avant de quitter Alexandria, glisse à l'oreille de Rick « au cas où tu ne l'aurais pas remarqué, je viens de mettre ma queue au fond de ta gorge et tu m'as dit merci ». Après le départ des Sauveurs, Rick a une discussion avec Spencer, lui reprochant d'avoir caché les armes. Plus tard alors que Rick prépare sa chambre, Michonne lui reproche sa passivité, ce à quoi Rick répond que la protection de sa fille Judith en est la raison principale. Il lui révèle également que Judith n'est pas sa fille biologique, mais celle que sa femme Lori a eu avec Shane.
Quelques jours plus tard, Rick revient à Alexandria avec Aaron et découvre que Negan a causé la mort de Spencer et Olivia. Après les événements, il est convaincu par Michonne de se rebeller contre les Sauveurs. Lui, Michonne, Carl, Tara et Rosita iront retrouver Maggie, Sasha et Enid à Hilltop, et il voit Daryl revenir avec Jesus.
Après leurs retrouvailles, Rick, Carl, Daryl, Michonne, Maggie, Sasha, Rosita, Tara et Jésus tentent de convaincre Gregory de former alliance contre Negan. Ce dernier refuse mais entre-temps, Enid parvient à rallier certains habitants à la bataille. Rick laisse Enid et Maggie gérer leur entraînement. Jésus les conduits au Royaume voir le roi Ezékiel, le groupe y retrouve Morgan mais ce dernier refuse la guerre tout comme Ezékiel. Le groupe quitte le royaume en y laissant Daryl pour sa sécurité. Sur la route vers Alexandria, le groupe tombe sur un piège des sauveurs contre les rodeurs, et Rick décide de voler les explosifs avant que la horde ne les atteignent. Il renvoie Sasha et Jésus à Hilltop, et réussi entre-temps à tuer une centaine de rodeur. Revenu a Alexandria, Rick découvre l'absence de Gabriel et part a sa recherche. Il découvre une nouvelle communauté "la décharge" et les rallies à lui après une dure négociation.
Rick et Michonne partent en expédition à la recherche d'armes pour le groupe de la décharge mais manquent de se faire tuer plusieurs fois.
Tara décide de dévoiler à Rick l'existence de la communauté de l'OceanSide. Le groupe part donc pour emprunter leurs armes et tenter de les rallier. Leur Chef s'y oppose mais Rick repart avec les armes et conclut l'alliance avec la décharge. Entre-temps, Rick découvre que l'un des seconds de Negan, Dwight, veut le trahir. Dwight lui explique les plans de Negan et Rick prépare la contre-attaque.
Alexandria est sur le pied de guerre. Rick et Jadis attendent les sauveurs mais le groupe de Jadis trahit Alexandria et Negan met à genou Rick et Carl. Negan s'apprête à tuer Carl mais Shiva, le tigre d'Ezékiel, intervient et tue l'un des sauveurs. Ezékiel, Carol, Morgan et l'armée du Royaume suivie par l'armée d'Hilltop menée par Maggie, Daryl, Enid et Jésus rentrent dans la bataille et les trois armées réussissent à faire fuir Negan.
Après la bataille, Rick, Maggie et Ezékiel officialisent l'alliance entre Alexandria, Hilltop et le Royaume.

### Saison 8
Lui, Maggie et Ezekiel mènent leurs troupes au sanctuaire pour une première attaque qui se solde par une victoire du groupe de Rick. Dans l'épisode 2, alors que lui et Daryl fouillent un bâtiment appartenant aux Sauveurs pour chercher des armes, il se retrouve menacé par Morales (survivant d'Atlanta en saison 1). Rick essaie de parler à Morales, mais Morales ne baisse pas son arme. Rick lui parle alors des morts qu'il y a eu entre temps depuis qu'il est parti d'Atlanta, les morts dont Amy, Jim, Dale, Merle et Andrea...
Finalement tout s'arrange, Morales est tué par Daryl et l'avant poste a été nettoyé par les troupes d'Alexandria ; sauf que les armes que Rick et Daryl étaient venus chercher ont été transférées à l'avant poste de Gavin. Rick et Daryl rejoignent l'entrepôt, aident Carol, Jerry et Ezekiel puis découvrent le camion chargé de mitrailleuses sur le départ. Ils le prennent en chasse et réussissent à éliminer les Sauveurs pour récupérer le chargement tant convoité. Ils discutent alors de la façon de gérer les Sauveurs, et ne sont pas d'accord sur la marche à suivre. Les deux hommes en viennent aux mains. Lorsque le camion contenant les armes explose, la bagarre s'arrête et les deux hommes décident de continuer leur route séparément.
Resté seul, Rick poursuit à pied, tandis que Daryl a enfourché sa moto pour reprendre la route vers Alexandria.
Cependant, rien n'a changé concernant le plan initial : maintenir le Sanctuaire envahi par les rôdeurs tout en positionnant des tireurs tout autour afin d'éviter toute tentative de fuite des Sauveurs. Le but de Rick étant de les affaiblir, en les privant de vivres, il a fait circuler des lettres à ses acolytes stipulant qu'il espérait un assaut final deux jours plus tard.
En attendant, Rick se rend seul à la décharge dans l'espoir de renégocier un accord avec Jadis, la chef les Scavengers. Elle refuse son offre et le fait prisonnier dans un container. Rick finit par être libéré après avoir gagné un combat, Jadis et Rick trouvent un terrain d'entente et se rendent vers le repaire des Sauveurs.
Rick est en proie à une panique intense en constatant les dommages collatéraux à la suite de l'attaque du sanctuaire. En effet, un camion poubelle est encastré dans un mur du Sanctuaire et les lieux semblent désertés de tout être vivant, ses troupes ne répondent pas davantage à ses incessants appels radio.
Jadis et ses hommes l'accompagnent tout de même dans l'enceinte du Sanctuaire lorsqu'ils essuient des rafales d'automatique. Voyant cela, Jadis et sa bande préfèrent prendre la poudre d'escampette, abandonnant Rick à son sort. Heureusement pour lui, Carol et Jerry arrivent à temps.
De retour à Alexandria qui subit une attaque explosive de la part des Sauveurs, Rick se fait surprendre par Negan mais arrive à lui échapper.
Michonne le conduit alors vers les égouts où une partie des habitants s'est réfugiée. Carl, assis non loin, le teint pâle et l'air épuisé, leur révèle un détail tragique : il a été mordu à l'abdomen.
Carl montre qu'il a bien été mordu lorsqu'il est sorti pour aider Siddiq. Le groupe decide d'amener les survivants d'Alexandria à la Colline. Afin d'éviter le voyage à Carl, Daryl se charge de mener le groupe et de veiller sur Judith. Seuls Rick et Michonne restent avec Carl pour ses derniers instants.
Rick et Michonne décident à quitter Alexandria, envahie par les rôdeurs puis retrouvent Judith à la Colline et y dévoilent la mort de Carl.
Peu après, Rick posté sur une hauteur voit le convoi des sauveurs avec Negan mais au lieu d'alarmer la Colline, il s'élance à la poursuite de Negan. Il s'ensuit une bataille entre les deux. Negan réussi à s'échapper par une fenêtre.
Simon croyant Negan mort dirige alors les Sauveurs pour massacrer la Colline, mais Maggie et Rick ont prévu l'attaque et réussissent à les repousser même si les prisonniers sont libérés et des habitants infectés par les armes des Sauveurs sèment la panique. Rick aidé de Morgan traque les évadés et les extermine.
Grégory libéré par Dwight retourne à la Colline en apportant un plan de bataille de Negan. Mais Rick ne se doute pas que ce plan est un stratagème de Negan qui à découvert le double jeu de Dwight.
Rick et un important groupe de la Colline partent droit dans le piège final de Negan.
Entourés par les Sauveurs, Rick et compagnie ne doivent leur salut qu'aux balles piégées fabriquées par Eugene qui se retourne contre Negan.
Rick poursuit alors Negan mais finalement renonce à le tuer pour qu'il soit un exemple en prison. Ce qui monte contre lui Maggie, Jesus et Daryl.

#### Fear the Walking Dead
Après la victoire de la coalition face à Negan, Rick envoie Morgan chercher Jadis à la décharge pour l'accueillir à Alexandria. Plus tard, Rick se rendra à la décharge pour convaincre Morgan de revenir à Alexandria.

### Saison 9
Rick et un groupe composé des différents membres des communautés se rendent à Washington D.C dans le musée d'histoire naturelle pour y récupérer des ressources.
À la Colline, Rick discute avec Maggie du fait que Judith parle souvent d'elle, Maggie dit qu'elle ne se rendra pas à Alexandria parce que Negan y est enfermé. Il se rend ensuite au Sanctuaire où il promet aux Sauveurs que les vivres arrivent. Daryl ne veut plus les commander et Rick dit qu'il trouvera quelqu'un. En retournant à la Colline, Rick assiste à l'exécution de Gregory et empêche Michonne d'intervenir.
35 jours plus tard, Rick gère le travail du camp, il demande à Siddiq de retourner à Alexandria. Il discute des Sauveurs qu'Eugene surveille et des meutes avec Rosita. Il intervient pour séparer Daryl et Justin. Tara le prévient de l'état de la meute détourné par Rosita, Arat et Jerry. Il emmène un groupe défendre les travailleurs attaqués par les rôdeurs, notamment Aaron. Bien que ce dernier perd son bras gauche à cause de l'égoïsme de deux Sauveurs et d'un troisième tire-au-flanc (Justin), Enid lui dit qu'Aaron survivra. Il se dispute avec Daryl sur la fiabilité des Sauveurs, et le soir suivant renvoie Justin. Il observe le groupe en silence et part raconter la journée à Negan qui se moque de son nouveau monde et le remercie de le préparer pour son retour.
À Alexandria, Rick discute avec Michonne du futur et parle indirectement d'un enfant. Par la suite, il joue avec Judith et Michonne avant d'être interrompu par Scott qui parle du meurtre de Justin au camp. Rick intervient à temps pour éviter une confrontation entre les Sauveurs et les autres communautés. Rick et Maggie s'interrogent sur le meurtrier et Rick part interroger Daryl. Il demande également à Gabriel de surveiller Anne. À la suite d'un nouveau corps découvert, Rick, Maggie, Cyndie, Carol et Jerry organisent des patrouilles pour enquêter sur les Sauveurs disparus et sauve à temps Cyndie et Maggie d'un groupe de rôdeurs. Rick et Carol se font agresser par Jed et un autre Sauveur, Carol, réussit à se dégager permettant à Rick de reprendre le dessus. Il assiste au départ des Sauveurs ne se sentant plus en sécurité dans le camp.
Au camp, Rick discute avec Eugene du risque de la montée des eaux sur le pont. Eugene s'excuse du peu de solutions à offrir mais Rick lui demande de ne pas le faire. Il rejoint Carol qui annonce que ses hommes rentrent au Royaume. Après une discussion sur les Sauveurs et sur l'avenir, Rick remercie Carol. Il lui avoue que s'il y a une personne qui lui donne de l'espoir c'est bien elle. En sortant de la tente, Jerry le prévient que Maggie fait route vers Alexandria pour tuer Negan. Rick contacte l'avant-poste d'Alexandria pour retarder Maggie mais sans savoir qu'Oceanside est du côté de Maggie et ne transmet pas l'information. Daryl emmène Rick à Alexandria mais se rend compte que Daryl le conduit ailleurs. Les deux hommes s'affrontent et tombent dans un trou. Daryl reproche à Rick d'avoir épargné Negan qui a tué Glenn et rappelle que sans Glenn, Rick serait mort à Atlanta. Rick rappelle qu'il fait cela pour Carl et qu'il n'a jamais demandé à être suivi. Ils réussissent à sortir du trou tout en combattant le début d'une horde. Rick part vers le cheval et dit qu'il va détourner la horde mais refuse de l'amener au pont. Daryl part rejoindre le camp et Rick emmène la horde. Sur la route, le cheval panique face à l'arrivée d'une seconde horde et fait tomber Rick qui est transpercé par un tuyau métallique et encerclé par la horde.
Rick se retrouve face à lui-même à son réveil du coma. Il se réveille face aux deux hordes et parvient se dégager du tuyau métallique pour rejoindre son cheval et détourner la horde. Il perd connaissance et se retrouve dans une hallucination à Atlanta, où se trouve Shane qui lui parle de Judith, du passé et du Rick qui doit se réveiller pour ne pas mourir. Il parvient à trouver ses esprits puis arrive dans une maison vide, où il se fait un garrot et retombe dans ses hallucinations. Ici, il est accompagné d'Hershel dans sa grange. Rick s'excuse de ne pas avoir pu protéger Beth, Glenn et lui et s'excuse de faire souffrir Maggie. Hershel le réconforte et lui dit de se réveiller. Rick se réveille en sursaut avec la horde l'ayant retrouvé, il parvient à s'enfuir de la maison et remonte à cheval pour rejoindre la route, où il retombe inconscient. Il se retrouve de nouveau dans l'hôpital et ouvre la porte qui ne devait pas être ouverte et tombe sur le cadavre de tous les gens qu'il a rencontrés et voit Sasha qui lui parle de la vie et de la mort. Rick se réveille au camp abandonné et désormais occupé par la horde. N'ayant plus la force de les tuer, il se déplace vers le pont et chute, croyant mourir ; il est secouru par Daryl, Carol, Maggie, Michonne, Eugene, Ezekiel. Rick est satisfait d'avoir retrouvé sa famille mais Michonne lui dit de se réveiller. Rick se relève, traverse le pont et s'apprête à être mordu par un rôdeur mais est sauvé par une flèche de Daryl qui sera rejoint par Carol, Michonne, Maggie et d'autres membres du camp. Maggie ordonne de faire dériver la meute vers eux pendant que le groupe vient secourir Rick. Rick fait signe à Daryl de ne rien faire mais ce dernier continue à tirer, Rick sort sa hache et se défend mais est trop faible. Il remarque les explosifs au sol sur le pont puis il entend Michonne crier son nom. Satisfait d'avoir pu revoir sa famille, il tire sur les explosifs faisant sauter le pont. Il dérive plus loin et est récupéré par Anne à bord d'un hélicoptère qui lui dit qu'il va être sauvé.

### Saison 10
6 ans après l'explosion du pont, Michonne découvre sur un bateau des preuves de la survie de Rick et part à sa recherche au nord du pays.

### Saison 11
Échappant à la Civique République, Rick écrit une lettre à Michonne, de suite rattrapé par la CRM panique et jette son sac dans le bateau de marchandise. Quand il entend l'hélicoptère qui lui ordonne de se rendre, Rick lève les mains en signe de reddition en souriant.

#### The Walking Dead: World Beyond
Jadis confirme lors d'un affrontement avec Huck la survie de Rick qu'elle a fait passer pour un B parce qu'il ne méritait pas de subir des expériences en étant un A après qu'il lui a donné une seconde chance.

#### The Walking Dead: The Ones Who Live
Quelque temps après sa troisième tentative d'évasion et cinq ans après sa capture, Rick est envoyé en mission en tant que consignataire dans une zone d'infestation de rodeur embrasé sous la surveillance d'un soldat du CRM. Rick élimine les rodeurs et se coupe la main gauche pour échapper à ses liens mais il est rattrapé par la CRM et renvoyé dans la zone de sécurité. Par la suite, Rick continue ses missions en éliminant des rodeurs autour de la banlieue de Philadelphie et attire l'attention du colonel Okafor qui lui propose de rejoindre son programme mais Rick refuse. Après une conversation avec un autre consignataire intégrant la ville, Rick accepte l'offre d'Okafor et reçoit une prothèse pour devenir un soldat. Okafor recrute également la consignataire Pearl Thorne et leur parle de son plan de changer le CRM de l'intérieur. Rick est ensuite abordé par le général Beal qui l'interroge sur son changement d'attitude et sur les plans d'Okafor. Par la suite, Rick est déployé avec Okafor et Thorne dans une mission d'extraction où Rick prévoit de s'échapper mais vient en aide à une jeune survivante. Thorne ayant assisté à la scène force Rick à revenir au CRM. Après la mission, Rick se rend chez Okafor pour le tuer mais ce dernier prend le dessus et lui révèle qu'il connaît l'existence de Michonne et de sa fille et dit qu'il devra les tuer s'il s'échappe. Okafor révèle son passé militaire en ayant bombarbé Atlanta et Los Angeles. Rick se plie finalement au CRM et écrit une dernière lettre à Michonne avant de participer à la construction d'une base pendant une année entière. Au cours d'un vol, l'hélicoptère est attaqué et s'écrase au sol, une personne élimine les soldats du CRM et s'apprête à tuer Rick quand elle recule révélant son visage. Michonne fond en larme en ayant retrouvé Rick et les deux s'embrassent jusqu'à la mort de l'ami de Michonne par un soldat survivant que Rick tue. Avec le CRM arrivant, Rick demande à Michonne de mentir sur son histoire. De retour au CRM, Rick et Michonne se retrouvent en cachette et l'interrogent sur Judith. Rick lui promet qu'ils s'en iront vite. En rentrant chez lui Rick est confronté à Jadis qui n'est pas ravie que Michonne l'est retrouvé. Jadis veut que Michonne s'en aille pour que Rick ne s'échappe pas du CRM où elle révélera l'existence d'Alexandria et des autres communautés. Après son départ, Rick envisage de se suicider mais décide de laisser Michonne partir.
Dans un flashback, quelque temps après être sorti de l'hôpital, Rick se rend au marché en ville et retrouve Jadis qui lui parle du but de la CRM et de l'accord qu'elle avait avec eux. Rick ne veut pas en faire partie et jure de s'échapper. Dans le présent, Rick parvient à convaincre Pearl d'intégrer Michonne au programme d'Okafor. Mais le comportement de Michonne ne cachant pas son identité complique les choses. Rick avec l'aide de Jadis monte un plan pour faire échapper Michonne du CRM mais celle-ci refuse d'abandonner Rick. Envoyé à la base dans l'Oregon, Michonne outrepasse les ordres de Thorne et manque de se faire tuer si Rick n'était pas intervenu. Après la mission, Rick ordonne à Michonne (qui a découvert que Jadis était responsable de l'enlèvement de Rick) de quitter la CRM et de rentrer à Alexandria et lui dit qu'il ne l'aime plus. En rentrant à Philadelphie, l'hélicoptère traverse une zone orageuse et Michonne s'éjecte avec Rick de l'appareil.
Rick et Michonne trouvent refuge dans un complexe d'appartement où le couple commence à se disputer de leur comportement respectif, Michonne lui révèle l'existence de son fils RJ, mais malgré cela, Rick refuse de rentrer lui parlant de la menace de Jadis de détruire Alexandria et de tuer tout le monde. Le couple découvre leur hélicoptère coincé dans le bâtiment quelques minutes avant qu'un autre hélicoptère du CRM ne le détruise permettant au groupe de laisser penser que Rick et Michonne sont morts. Rick ne veut toujours pas partir mais veut finir la mission d'Okafor. Ne parvenant pas à convaincre Rick, Michonne part seule vers Alexandria, mais Rick décide de la suivre et la sauve de l'effondrement du couloir et de l'avancée des rôdeurs, le couple se reconnecte petit à petit en tuant les rôdeurs et renoue ensemble. Rick admet qu'il ne se souvient plus du visage de Carl et qu'il ne survivrait pas s'il devait perdre de nouveau sa famille. Michonne lui donne l'un des iphone avec le portrait de Carl. Michonne parvient à le convaincre de rentrer et le duo fuit le complexe en prenant un véhicule contenant suffisamment d'éthanol pour rentrer à Alexandria.
Rick et Michonne continuent leur route vers Alexandria faisant régulièrement des arrêts pour trouver des ressources et des cadeaux pour Judith et RJ. Le couple rencontre une famille de bandits qu'ils maîtrisent facilement et passent la nuit dans le parc national de Yellowstone. Le couple est réveillé par Jadis qui les traque depuis Cascadia. Jadis est en colère contre eux parce qu'elle va devoir révéler l'existence d'Alexandria, le couple reprend le dessus et se lance dans une course poursuite contre Jadis la blessant. Traquant Jadis, le couple fait de nouveau face à la famille de bandits qui a été recrutée par Jadis mais de nouveau Rick et Michonne les battent. Jadis sachant que Rick et Michonne ne peuvent pas la tuer, leur propose que Michonne reparte seule à Alexandria et que Rick rentre avec elle au CRM pour recevoir le briefing Echelon. Le couple accepte mais trahit immédiatement Jadis quand les rôdeurs arrivent et la mordre. Jadis dit qu'après avoir perdu son peuple elle s'est consacré à la cause du CRM car elle pensait qu'elle durerait. Jadis donne à Rick une alliance que Gabriel avait trouvée et lui donne la localisation du dossier qu'elle dispose sur Alexandria. Jadis se renomme Anne et demande à Rick de la tuer ce qu'il fait. Le couple décide d'en finir avec le CRM et renouvelle leurs vœux, Rick donnant l'alliance à Michonne. Le couple s'envole à bord de l'hélicoptère de Jadis vers Cascadia.
Rick se rend seul à la base pendant que Michonne s'y infiltre mentant sur sa survie et sur le sort de Michonne, il reçoit le briefing Echelon par le général Beale ou Rick apprend que le CRM est responsable de la destruction de la colonie du campus et d'Omaha et qu'elle s'apprête à détruire Portland. Beale lui dit que l'humanité n'a plus que quatorze ans à vivre, le CRM va déclarer la loi martiale sur la République Civique pour prendre le pouvoir et attaquer toutes les communautés dans le monde entier pour s'emparer de leurs ressources. Beale comprend par l'attitude de Rick qu'il protège des communautés forçant Rick à l'attaquer et à le tuer avec sa propre épée. Par la suite, Rick et Michonne installe une bombe sur l'ensemble de l'arsenal de gaz de la CRM et la déclenche éliminant les forces de la CRM. Le couple affronte également Thorne qui est finalement tué par Michonne. Par la suite, Rick et Michonne apportent à la République Civique des atrocités de la CRM permettant au gouvernement civil de réformer la CRM et d'apporter de l'aide à d'autres communautés. Libre de partir, Rick et Michonne rentre chez eux où ils retrouvent Judith et Rick rencontre son fils pour la première fois.